# Лопаткин, Иван Андреевич
Иван Андреевич Лопаткин (1877 — после 1941) — рабочий, депутат Государственной думы II созыва от Саратовской губернии.

## Биография
Родом из крестьян села Терса Вольского уезда Саратовской губернии. Образование получил в сельской школе. Работал на Вольском цементном заводе, где вступил Российскую социал-демократическую рабочую партию.
Был избран выборщиком от рабочих. 7 февраля 1907 года избран в депутатом Государственной думы II созыва от общего состава выборщиков Саратовского губернского избирательного собрания. Вошёл в состав Социал-демократической фракции, примыкал к её меньшевистскому крылу.
Дальнейшая судьба в советское время практически неизвестна. Но к 1941 году уже был арестован и находился в Унженском исправительно-трудовом лагере (станция Сухобезводное Горьковской железной дороги), там снова арестован, приговорён повторно Особым совещанием НКВД по обвинению по статьям 58-10 ч. 1, 58-11 к 10 годам ИТЛ.

## Архивы
- Российский государственный исторический архив. Фонд 1278. Опись 1 (2-й созыв). Дело 249.